# Interne standaard
Een interne standaard is een hulpstof die gebruikt wordt bij analytisch-chemische bepalingen, om onnauwkeurigheden te corrigeren die veroorzaakt worden door een variërende hoeveelheid monster of door een variërende responsfactor van de detector. Met name bij chromatografische en spectroscopische technieken wordt een interne standaard gebruikt.

## Werking
Wanneer een bekende hoeveelheid interne standaard is toegevoegd aan de te meten analiet, kan exact bepaald worden hoe groot de hoeveelheid analiet in het monster was. Iedere stof heeft echter een eigen responsfactor; dit is de mate waarmee een detector reageert op een bepaalde hoeveelheid van de stof. De interne standaard heeft vaak een andere responsfactor dan de analiet. Om beide stoffen toch met elkaar te kunnen vergelijken moet eerst de relatieve responsfactor worden bepaald. Hiervoor dient men een monster te analyseren met zowel een bekende hoeveelheid analiet als een bekende hoeveelheid interne standaard. Wanneer men vervolgens de piekoppervlakken bepaalt, kan de relatieve responsfactor berekend worden volgens de volgende formule:
{\displaystyle {\frac {Ax}{[X]}}=F\left({\frac {As}{[S]}}\right)}
Hierin is F de relatieve responsfactor, Ax de respons van de analiet, [X] is de concentratie analiet, As is de respons van de interne standaard en [S] de concentratie van de interne standaard.
Nadat F berekend is, kan dezelfde formule worden gebruikt om de hoeveelheid analiet in een onbekend monster te bepalen.

## Kenmerken van de interne standaard
De interne standaard moet voldoen aan de volgende kenmerken:
- De interne standaard moet stabiel en zuiver zijn en mag niet in het originele monster voorkomen.
- De interne standaard moet een duidelijke piek geven op het chromatogram.
- De parameters die van invloed zijn op de detectie van de gebruikte methode (bijvoorbeeld retentietijd bij gaschromatografie) moeten voor de interne standaard ongeveer gelijk zijn aan de parameters van de analiet.
- De concentratie van de interne standaard moet ongeveer gelijk zijn aan die van de analiet.
- De interne standaard mag niet interfereren met de analiet.